# Glottal klusil
Et glottalt lukke er en konsonant, der udtales ved at danne et lukke i struben (glottis).
Det danske stød kan udtales som et glottalt lukke.
Nogle gange udtales et glottalt lukke foran vokaler, der starter et nyt morfem – fx i be'arbejde eller øl'oplukker. Det er dog ikke obligatorisk på dansk i modsætning til tysk.
På nogle sprog er det glottale lukke en egentlig konsonant, der også skrives. Det gælder fx arabisk og hawaiiansk.